# Mount Woolnough
Mount Woolnough är ett berg i Antarktis. Det ligger i Östantarktis. Nya Zeeland gör anspråk på området. Toppen på Woolnough är 1 432 meter över havet, eller 215 meter över den omgivande terrängen. Bredden vid basen är 1,5 km.
Terrängen runt Woolnough är kuperad åt nordost, men åt sydväst är den bergig. Trakten är obefolkad. Det finns inga samhällen i närheten.